# Codex Argenteus
Codex Argenteus eller Sølvbibelen er et af verdens mest berømte håndskrifter fra antikken og Sveriges i særklasse mest værdifulde bogskat. Det er skrevet i begyndelsen af det 6. århundrede (ca. 500-525) i Ravenna i Italien og indeholder fragmenter af de fire evangelier på gotisk.
Oprindeligt havde skriftet 336 blade. Af disse findes i dag 187 på universitetsbiblioteket i Uppsala i Sverige og et enkelt ark findes i Speyer i Tyskland. Codex Argenteus er skrevet på purpurfarvet pergament med guld- og sølvblæk. Det gav den navnet Sølvbibelen.
Teksten er et af de ældste og mest omfattende værker, der er bevaret på gotisk i dag.
Den oprindelige tekst blev skrevet af den gotiske biskop Wulfila (el. Vulfila) i det 4. århundrede som en oversættelse af de fire evangelier fra græsk til gotisk. I den forbindelse konstruerede Wulfila det gotiske alfabet og blev dermed stamfader til den germanske litteratur.
Codex Argenteus er et senere afskrift af denne oversættelse til goternes konge Teoderik den Store.
Fra bogens tilblivelse i Ravenna til den 1000 år senere dukker op i et benediktinerkloster i Werden i Ruhrområdet ligger dens historie i total uvished. Før år 1600 overgik den til kejser Rudolf 2 og lå i Prag, da svenskerne stormede byen i 1648. Svenskerne tog den og Codex Gigas med til Sverige, hvor den som krigsbytte indgik i dronning Kristinas bibliotek.
Efter dronningens abdikation i 1654 endte bogen hos hendes bibliotekar, Isaac Vossius, der bragte den til Holland. Her købte den svenske rigskansler Magnus Gabriel De la Gardie manuskriptet, som han i 1669 skænkede til Uppsala Universitet.
I 1995 blev enkelte sider og bogens omslag stjålet fra universitetsbiblioteket. Det udløste national vrede i Sverige. Efter en måned kom siderne og omslaget returner til biblioteket.

## Fadervor på gotisk
atta unsar þu ïn himina
weihnai namo þein
qimai þiudinassus þeins
wairþai wilja þeins
swe ïn himina jah ana airþai
hlaif unsarana þana sinteinan gif uns himma daga
jah aflet uns þatei skulans sijaima
swaswe jah weis afletam þai skulam unsaraim
jah ni briggais uns ïn fraistubnjai
ak lausei uns af þamma ubilin
unte þeina ïst þiudangardi jah mahs jah wulþus ïn aiwins
amen